# Ruth Fuller Field
Ruth Fuller Field (Deerfield, Massachusetts, 17 de junio de 1864-22 de febrero de 1935), también conocida por su seudónimo Mary Casal, fue una escritora estadounidense que escribió The Stone Wall, la primera autobiografía publicada de una mujer lesbiana en Estados Unidos.

## Trayectoria
Ruth White Fuller nació en 1864, en una familia de clase media, hija de Joseph Negus Fuller  y Lydia Ann White. Eran nueve hermanos y ella era la más joven.  Su tío era el pintor George Fuller. Cuando era niña, asistió a la Academia Deerfield. Después Fuller asistió a la Universidad Industrial de Illinois. Allí estudió literatura y ciencias y trabajó como secretaria del gobierno estudiantil antes de abandonar sus estudios en 1883.
Después de dejar la universidad, comenzó a trabajar como maestra en una escuela diurna para niñas en Beacon Hill, en Boston. Se casó con Frank A. Field el 12 de octubre de 1887. La pareja se divorció en 1894 tras tener dos niños muertos antes de nacer en 1889 y 1891. Se considera que el padre del segundo hijo fue William McMurtrie, "El Profesor" en The Stone Wall.

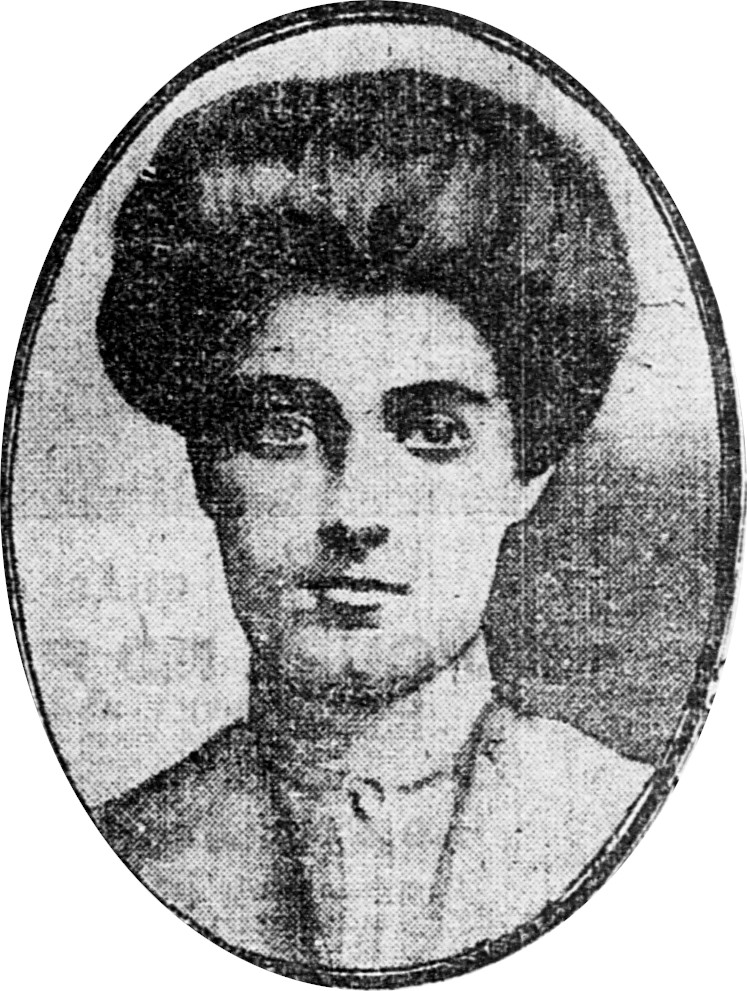
La pareja de Fuller, Emma Elizabeth Altman, conocida como "Juno" en The Stone Wall

Tras la separación, Fuller patentó un juguete para niños.  Mientras trabajaba en el juguete y lo publicitaba, viajó a la ciudad de Nueva York. Fue durante su estancia en Margaret Lousia Home en la ciudad de Nueva York donde conoció a Emma Elizabeth Altman, llamada "Juno" en su autobiografía.  Fuller y Altman se casaron en una ceremonia privada en 1894.
Fuller abandonó su negocio de juguetes y dirigió una escuela con Altman dentro de su casa, trabajando al mismo tiempo como artista comercial. Más tarde, Altman se comprometió con «Jack», un hombre gay, lo que la llevó a viajar por Europa durante dos años. Su relación, al igual que su amistad, terminó pero siguieron manteniendo correspondencia.
Fuller trabajó como secretaria de la Cámara de Comercio en Napa, California. Vivió en California hasta su muerte en 1935, tras vivir allí durante veinte años. Murió de miocarditis crónica y arteriosclerosis en Tujunga, en California, el 22 de febrero de 1935.

## The Stone Wall
Alentada por el editor Douglas Crawford McMurtrie, Fuller escribió la autobiografía The Stone Wall en 1928 y 1929. Fue publicado por Eyncourt Press en 1930, bajo el seudónimo de Mary Casal, cuando tenía 65 años.    Su verdadera identidad se mantuvo en secreto debido a la naturaleza del escrito, ya que deseaba no exponerse a sí misma ni a las personas con las que había mantenido relaciones. La autobiografía relata su vida como mujer lesbiana a finales del siglo XIX y principios del XX. Detalla las relaciones que mantuvo en secreto con otras mujeres. Muchas de estas mujeres recibieron alias para proteger sus identidades, incluida su profesora mientras asistía a la Academia Deerfield, «Flo», y sobre todo, «Juno», con quien mantuvo la relación más larga.
La verdadera identidad de Fuller no se descubrió hasta 2003, durante una investigación realizada por Sherry Ann Darling para su tesis doctoral en la Universidad de Tufts. 

### La influencia deThe Stone Wall
El impacto de Fuller creó diversos espacios de aceptación en una época llena de luchas por los derechos LGBT. Algunas historias han relacionado el nombre de la autobiografía con Bonnie's Stone Wall (más tarde Stonewall Inn) en Greenwich Village, un salón de té que abrió el mismo año en que se publicó el libro. 
La obra de Fuller inspiró otra literatura, incluida Lesbian Lives: Biographies of Women from the Ladder, de Barbara Grier.